# Lekkoatletyka na Letnich Igrzyskach Olimpijskich 1984 – bieg na 3000 m kobiet
Bieg na 3000 metrów kobiet podczas XXIII Letnich Igrzysk Olimpijskich w Los Angeles rozegrano 8 (eliminacje) i 10 sierpnia 1984 (finał) na stadionie Los Angeles Memorial Coliseum. Zwyciężczynią została reprezentantka Rumunii Maricica Puică. Konkurencję tę rozegrano po raz pierwszy na igrzyskach olimpijskich.

## Rekordy

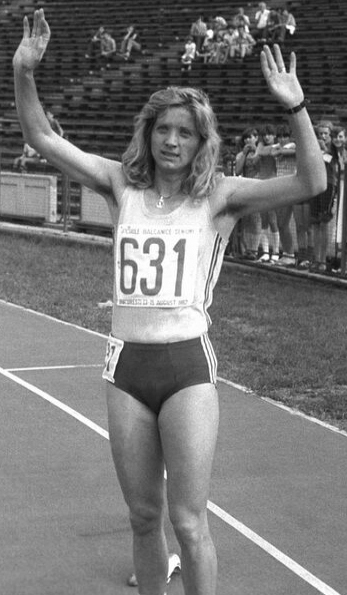
Maricica Puică

|               | Zawodniczka        | Narodowość | Czas    | Data               | Miejsce |
| ------------- | ------------------ | ---------- | ------- | ------------------ | ------- |
| Rekord świata | Swietłana Ulmasowa | ZSRR       | 8:28,78 | 25 lipca 1982(dts) | Kijów   |

## Wyniki
| Poz. - pozycja |
| – rekord świata \| – rekord krajowy \| – rekord życiowy \| = – wyrównany rekord życiowy \| · – najlepszy wynik w sezonie \| = – wyrównany najlepszy wynik w sezonie \| – rekord olimpijski |
| Fn – falstart \| DNF – nie ukończyła \| DNS – nie wystartowała \| DSQ – zdyskwalifikowana                                                                                                  |

### Eliminacje
Rozegrano trzy biegi eliminacyjne. Do finału awansowały po trzy najlepsze zawodniczki z każdego biegu (Q) oraz trzy z najlepszymi czasami spośród pozostałych (q).

#### Bieg 1
| Poz. | Zawodniczka          | Narodowość        | Rezultat | Uwagi |
| ---- | -------------------- | ----------------- | -------- | ----- |
| 1    | Mary Decker          | Stany Zjednoczone | 8:44,38  | Q,    |
| 2    | Lynn Williams        | Kanada            | 8:45,77  | Q     |
| 3    | Agnese Possamai      | Włochy            | 8:45,84  | Q     |
| 4    | Aurora Cunha         | Portugalia        | 8:46,38  | q     |
| 5    | Dianne Rodger        | Nowa Zelandia     | 8:47,90  | q     |
| 6    | Jane Furniss         | Wielka Brytania   | 8:48,00  |       |
| 7    | Hellen Kimaiyo       | Kenia             | 8:57,21  |       |
| 8    | Róisín Smyth         | Irlandia          | 9:01,69  |       |
| 9    | Raida Abdallah Bader | Jordania          | 10:48,00 |       |
| –    | Helen Ritter         | Liechtenstein     | DNS      |       |

#### Bieg 2
| Poz. | Zawodniczka       | Narodowość        | Rezultat | Uwagi |
| ---- | ----------------- | ----------------- | -------- | ----- |
| 1    | Brigitte Kraus    | RFN               | 8:57,53  | Q     |
| 2    | Joan Hansen       | Stany Zjednoczone | 8:58,64  | Q     |
| 3    | Wendy Sly         | Wielka Brytania   | 8:58,66  | Q     |
| 4    | Albertina Machado | Portugalia        | 9:01,77  |       |
| 5    | Donna Gould       | Australia         | 9:05,56  |       |
| 6    | Eva Ernström      | Szwecja           | 9:06,54  |       |
| 7    | Annette Sergent   | Francja           | 9:15,82  |       |
| 8    | Sue French        | Kanada            | 9:24,66  |       |
| 9    | Liliana Góngora   | Argentyna         | 9:41,14  |       |
| 10   | Mwinga Mwanjala   | Tanzania          | 9:42,66  |       |

#### Bieg 3
| Poz. | Zawodniczka           | Narodowość        | Rezultat | Uwagi |
| ---- | --------------------- | ----------------- | -------- | ----- |
| 1    | Maricica Puică        | Rumunia           | 8:43,32  | Q,    |
| 2    | Cindy Bremser         | Stany Zjednoczone | 8:43,97  | Q     |
| 3    | Zola Budd             | Wielka Brytania   | 8:44,62  | Q     |
| 4    | Cornelia Bürki        | Szwajcaria        | 8:45,82  | q     |
| 5    | Monica Joyce          | Irlandia          | 8:54,34  |       |
| 6    | Geri Fitch            | Kanada            | 9:07,18  |       |
| 7    | Marcianne Mukamurenzi | Rwanda            | 9:27,08  |       |
| 8    | Geeta Zutshi          | Indie             | 9:40,63  |       |
| 9    | Kriscia García        | Salwador          | 9:42,28  |       |
| –    | Mónica Regonesi       | Chile             | DNF      |       |
| –    | Rosa Mota             | Portugalia        | DNF      |       |

### Finał
W biegu finałowym prowadzące Mary Decker i Zola Budd zderzyły się, Decker upadła i nie była w stanie ukończyć biegu. Również Brigitte Kraus musiała się wycofać wskutek kontuzji.
| Poz. | Zawodniczka     | Narodowość        | Rezultat | Uwagi |
| ---- | --------------- | ----------------- | -------- | ----- |
| 1    | Maricica Puică  | Rumunia           | 8:35,96  | [ 2 ] |
| 2    | Wendy Sly       | Wielka Brytania   | 8:39,47  |       |
| 3    | Lynn Williams   | Kanada            | 8:42,14  | [ 3 ] |
| 4    | Cindy Bremser   | Stany Zjednoczone | 8:42,78  |       |
| 5    | Cornelia Bürki  | Szwajcaria        | 8:45,20  | [ 4 ] |
| 6    | Aurora Cunha    | Portugalia        | 8:46,37  |       |
| 7    | Zola Budd       | Wielka Brytania   | 8:48,80  |       |
| 8    | Joan Hansen     | Stany Zjednoczone | 8:51,53  |       |
| 9    | Dianne Rodger   | Nowa Zelandia     | 8:56,43  |       |
| 10   | Agnese Possamai | Włochy            | 9:10,82  |       |
| –    | Mary Decker     | Stany Zjednoczone | DNF      |       |
| –    | Brigitte Kraus  | RFN               | DNF      |       |